# Calville blanc d'hiver
Pour les articles homonymes, voir Calville blanc.

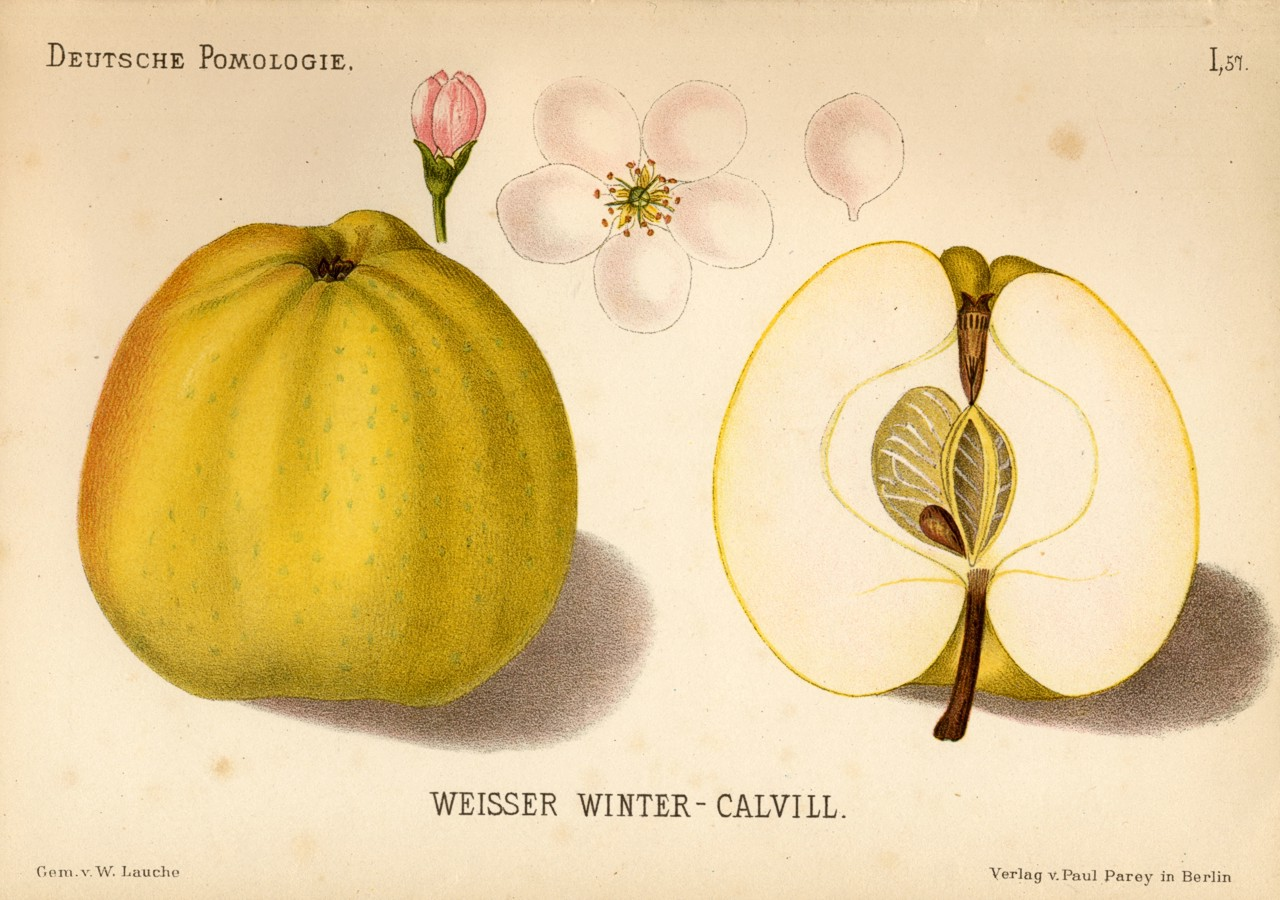
Calville blanc d'hiver dans Deutsche Pomologie.

La Calville blanc d'hiver est une variété de pomme très ancienne. Elle était déjà cultivée par Pierre Le Lectier, procureur de Louis XIII en 1628. Elle est toujours, aujourd'hui, une des variétés préférées des amateurs de pommes de l'Ile de France.

## Origine
La Calville blanc fut cultivée primitivement en Normandie, aux environs d'Évreux, à Calleville, d'où elle prit son nom vers 1600. Répandue bien avant 1598, sous diverses dénominations locales, dans le duché du Wurtemberg, puis à Montbéliard et enfin à Zell, près de Zurich, cette variété a probablement eu pour berceau l'un ou l'autre de ces territoires.
Elle a de nombreux synonymes : la « Calville blanc » est aussi nommée « calville blanc d'hiver », « calville blanc à côtes », « white calville », « winter white calville », « bonnet carré », « Blanche de Zurich », « Admirable blanche », « Calvine » ou « Taponne ».

## Description

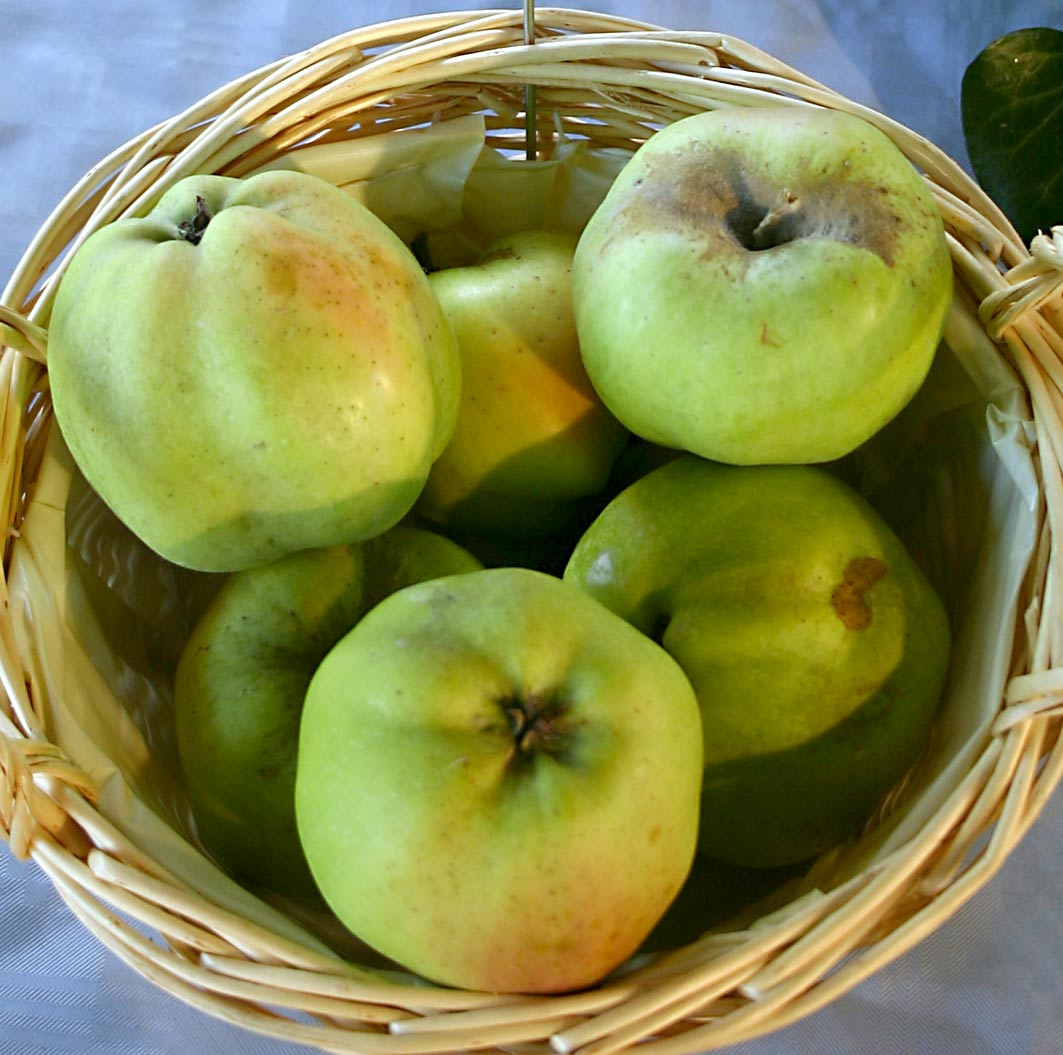
Panier de Calville.

Elle est grosse, de couleur jaune, conique et côtelée, en « bonnet d'évêque ».
Sa chair est blanche, fine et tendre avec son léger goût de banane.
Elle est excellente en variété à croquer aussi bien qu'en compote. De plus, elle contient autant de vitamine C qu'une orange.

## Culture
L'arbre est vigoureux et fertile. Il vient mieux en petite forme, et comme les fruits sont sensibles à diverses maladies et parasites, il est préférable d'ensacher les pommes quand elles ont la grosseur d'une noix. La variété est toutefois peu sensible à la tavelure du pommier.
Cette variété doit être cueillie fin octobre et sa maturité est à partir de décembre.
Elle est pollinisée par Belle fleur jaune, Esopus Spitzenburg, Fuji, Golden Delicious, Reinette dorée.